# S-League 2019-20
La S-League 2019-20 fue la edición número 16 de la S-League. La temporada comenzó el 14 de septiembre de 2019 y culminó el 29 de enero de 2020. El Solomon Warriors FC fue el campeón defensor.

## Formato
En esta edición participarán 9 equipos de los cuales jugarán entre sí en dos ruedas en sistema de todos contra todos totalizando 16 partidos cada uno. Al término de la temporada los dos primeros clasificados obtendrán un cupo a la Liga de Campeones de la OFC 2020. Todos los partidos se jugarán en el Estadio Lawson Tama.

## Equipos participantes
| Pos. | Equipo              | Ciudad       | Estadio             | Capacidad |
| ---- | ------------------- | ------------ | ------------------- | --------- |
| 1    | Solomon Warriors FC | Honiara      | Estadio Lawson Tama | 10000     |
| 2    | Henderson Eels FC   | Honiara      | Estadio Lawson Tama | 10000     |
| 3    | Kossa FC            | Honiara      | Estadio Lawson Tama | 10000     |
| 4    | Malaita Kingz FC    | Malaita      | Estadio Lawson Tama | 10000     |
| 6    | Marist FC           | Honiara      | Estadio Lawson Tama | 10000     |
| 7    | Real Kakamora FC    | Makira-Ulawa | Estadio Lawson Tama | 10000     |
| 8    | FC Guadalcanal      | Honiara      | Estadio Lawson Tama | 10000     |
| (N)  | FC Isabel United    | Isabel       | Estadio Lawson Tama | 10000     |
| (N)  | Laugu United FC     | Honiara      | Estadio Lawson Tama | 10000     |

## Clasificación
Actualizado el 3 de Febrero de 2020.
| Pos. | Equipo               | PJ | PG | PE | PP | GF | GC | DG  | Pts. | Clasificado a                              |
| ---- | -------------------- | -- | -- | -- | -- | -- | -- | --- | ---- | ------------------------------------------ |
| 1    | Solomon Warriors (C) | 16 | 13 | 2  | 1  | 70 | 14 | +56 | 41   | Campeón y Liga de Campeones de la OFC 2020 |
| 2    | Henderson Eels       | 16 | 12 | 2  | 2  | 78 | 19 | +59 | 38   | Liga de Campeones de la OFC 2020           |
| 3    | Kossa FC             | 16 | 10 | 2  | 4  | 53 | 25 | +36 | 32   |                                            |
| 4    | FC Isabel United     | 16 | 10 | 1  | 5  | 48 | 28 | +20 | 31   |                                            |
| 5    | Malaita Eagles FC    | 16 | 8  | 0  | 8  | 39 | 37 | +2  | 24   |                                            |
| 6    | Laugu United FC      | 16 | 5  | 3  | 8  | 31 | 29 | +2  | 18   |                                            |
| 7    | Marist FC            | 16 | 4  | 5  | 7  | 23 | 37 | -14 | 17   |                                            |
| 8    | FC Guadalcanal       | 16 | 1  | 2  | 13 | 15 | 82 | -67 | 5    |                                            |
| 9    | Real Kakamora FC     | 16 | 0  | 1  | 15 | 7  | 93 | -86 | 1    |                                            |